# Kim Tu-bong
Kim Tu-bong (김두봉?, 金枓奉?, Kim TubongRR, Gim DubongMR) (1889 - 1960), también escrito Kim Du-bong, fue un lingüista, escritor y político coreano, más conocido por haber sido el primer presidente del Comité Central del Partido del Trabajo de Corea entre 1946 y 1949, así como el líder del presidium de la Asamblea Popular Suprema de Corea del Norte entre 1948 y 1957.

## Biografía
Kim Tu-bong nació en febrero de 1889 en Dongnae, a las afueras de Busan en el sur del Imperio de Corea. Cuando tenía 20 años se marchó a Seúl para estudiar filología coreana, y a partir de 1908 comenzó a trabajar con el profesor de lingüística Ju Si-gyeong en el desarrollo del alfabeto hangul. Sin embargo, la ocupación japonesa de Corea en 1910 cambió sus planes. Tu-bong se implicó en el movimiento primero de marzo, fue perseguido por las nuevas autoridades y tuvo que exiliarse en Shanghái (China), donde también participó en el gobierno provisional de Corea en el exilio.
Desde su exilio en China, Tu-bong terminaría afiliándose al Partido Comunista de China y participó en movimientos como la Larga Marcha, el establecimiento del Sóviet de Jiangxi y las guerrillas chinas contra el dominio japonés en Corea. Desde su exilio en Yenan, fue uno de los fundadores de la «Liga del Norte de China para la Independencia de Corea» en agosto de 1942. No regresaría a su país de forma definitiva hasta la rendición de Japón en agosto de 1945.
Al finalizar la Segunda Guerra Mundial, Corea se encontraba dividida en dos entidades: Corea del Norte (con apoyo soviético) y Corea del Sur (con apoyo estadounidense). Tu-bong se estableció en Pionyang. En febrero de 1946 fundó, junto a otros líderes vinculados al comunismo chino, el Nuevo Partido Popular de Corea. Seis meses después, esa formación se unió al Partido Comunista de Corea del Norte para crear el Partido de los Trabajadores, del que Kim fue primer presidente. Cuando en 1948 se estableció la República Popular Democrática de Corea, Kim Il-sung asumió la presidencia del Comité Central del partido y el liderazgo del país, mientras que Tu-bong fue nombrado líder del presidium de la Asamblea Popular Suprema.
Kim Tu-bong está reconocido en algunas publicaciones como uno de los diseñadores de la bandera de Corea del Norte en 1948.
La carrera política de Tu-bong terminó en 1958, cuando fue purgado de todas sus funciones públicas en el congreso del partido. La eliminación de la «facción china» permitió que Kim Il-sung consolidara su poder, por lo que el dirigente desapareció de la vida pública. Se estima que falleció en abril de 1960, a los 71 años, víctima de una larga enfermedad.